# Rue Gilbert
La rue Gilbert est une voie de la commune de Nancy, sise dans le département de Meurthe-et-Moselle, en région Lorraine.

## Situation et accès
La voie, d'une direction générale nord-sud, est comprise dans le périmètre de la Ville-neuve, et appartient administrativement au quartier Charles III - Centre Ville.
Elle débute à son extrémité méridionale rue Saint-Jean et se termine rue Blondlot, sans croiser d'autre voie. Elle est prolongée au sud par la rue Notre-Dame.

## Origine du nom
Elle porte le nom du poète lorrain Nicolas Gilbert (1750-1780) qui habita au no 49 de la rue Saint-Georges à Nancy.

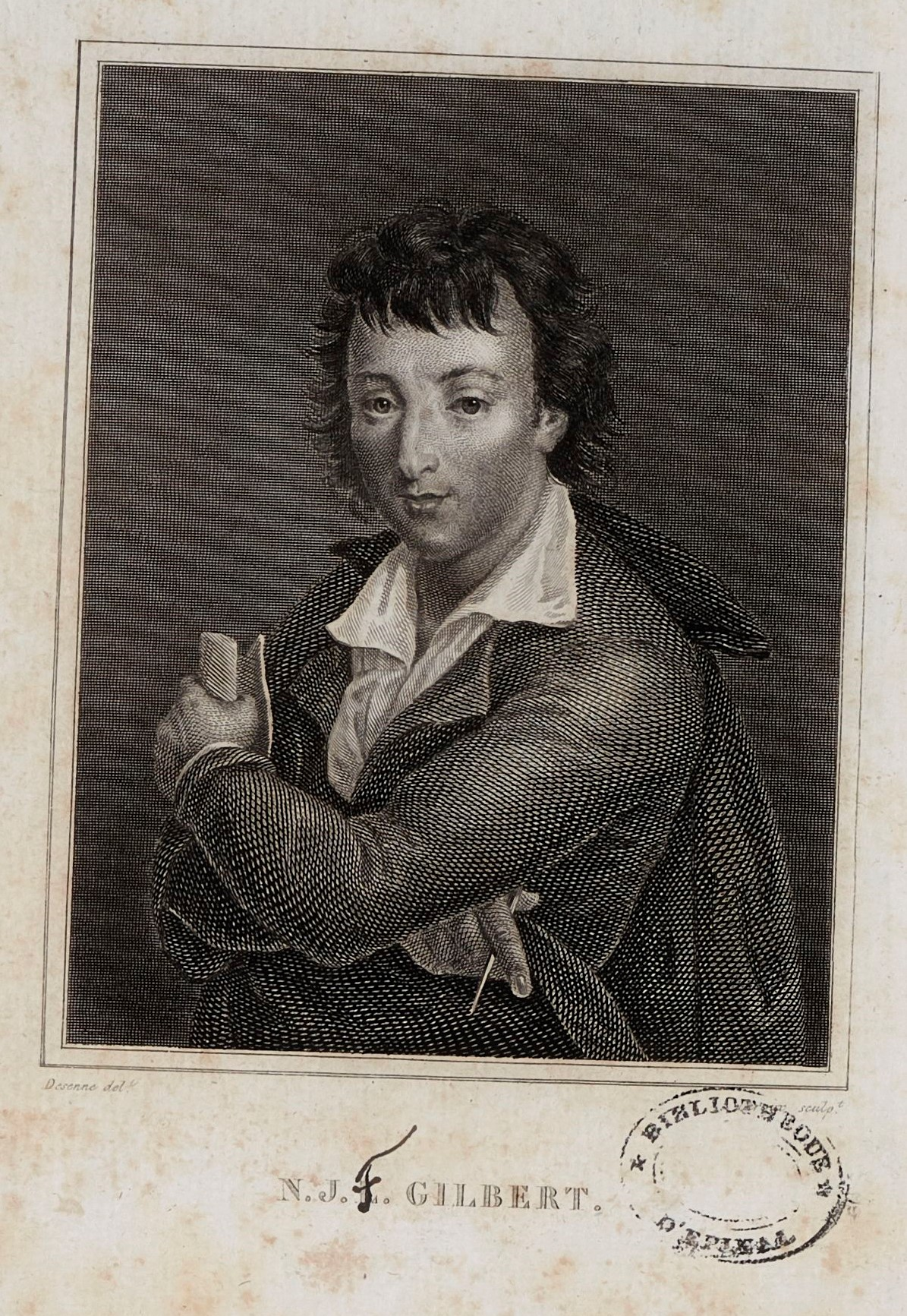
Nicolas Gilbert (1750-1780).

## Historique
Cette rue a subi de nombreuses transformations. Elle est la 4ème rue créée par le duc Charles III pour la Ville-Neuve pour former avec la rue Notre-Dame une voie alors beaucoup plus longue et importante depuis la place Dombasle jusqu'à la rue Cyfflé. C'est un de ses tronçons qui est devenu la rue Gilbert. La transformation des couvents des Minimes et de la Visitation en lycée l'a transformé en impasse au nord. Le percement de la rue Blondot lui donne en 1882 une issue et la transforme, à nouveau, en rue.
Après avoir porté les noms de rue Notre-Dame au « XVIIe siècle », « rue des Minimes », « rue d'Assas » en 1791, « rue des Minimes » en 1817, « impasse du Lycée » en 1830, « impasse Gilbert » 1867, elle est transformée en rue en 1881.

## Bâtiments remarquables et lieux de mémoire

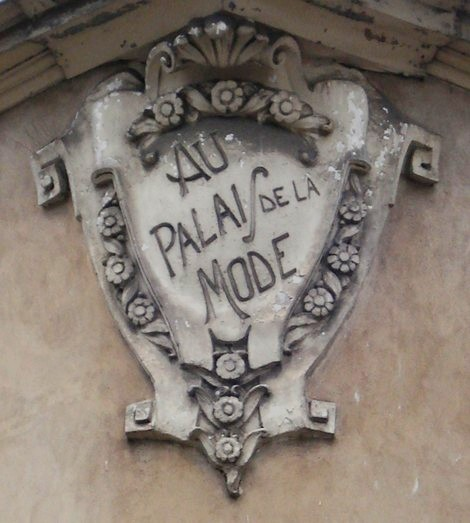
Au Palais de la Mode.

- no 3 : le cardinal Tisserant y habita[1].
- no 6 : Immeuble construit en 1928-1929 par l'architecte Alfred Thomas pour l'entreprise de papiers peints Isodore Leroy et Fils[3].
- À l'angle de la rue Saint-Jean au no 40, immeuble construit, en 1886, par l'architecte Charles André[4].
- À l'angle de la rue Saint-Jean au no 42, l'ancien magasin “Au Palais de la Mode”.